# Aymone
Pour les articles homonymes, voir Anne-Aymone et Aymon.
Aymone ou Aimone est un prénom féminin d’origine germanique, venant de Haimo, de haim, « maison » ou « foyer ». Leurs équivalents masculins sont Aymon et Aimon. Ce sont aussi des patronymes.